# Christian Roos (Politiker)

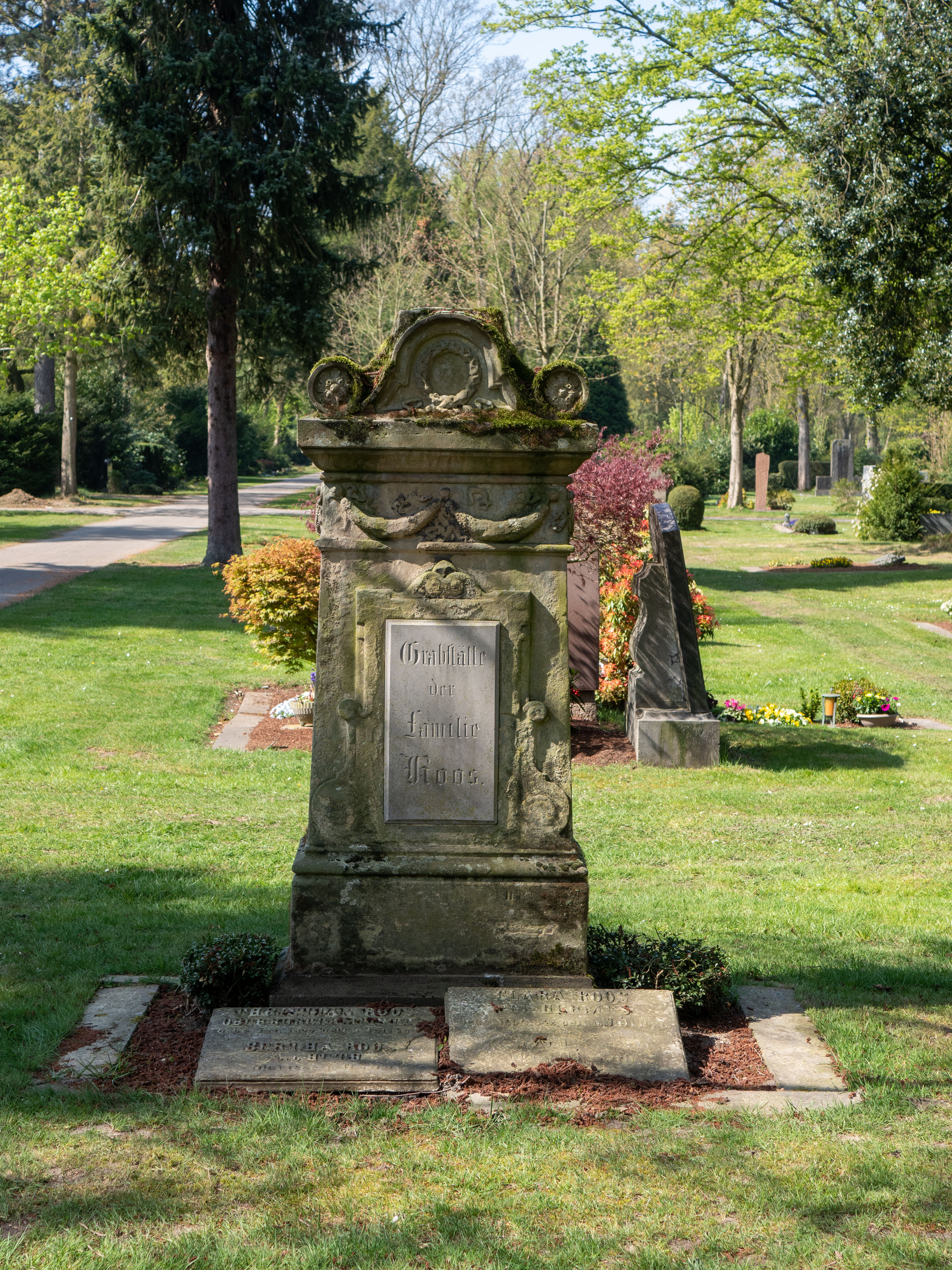
Grabstein Christian Roos (Hauptfriedhof (Krefeld), Alter Teil, Feld E, Nr. 187-191)

Friedrich Christian Roos (* 25. Januar 1827 in Winterburg; † 3. Juli 1882 in Krefeld) war ein deutscher Politiker. Er war Oberbürgermeister von Krefeld und Abgeordneter im Preußischen Herrenhaus.

## Leben
Roos erlangte am Gymnasium an der Stadtmauer in Bad Kreuznach das Abitur. Danach studierte er an der Hessischen Ludwigs-Universität und der Rheinischen Friedrich-Wilhelms-Universität Rechtswissenschaft. Er wurde Mitglied des Corps Rhenania Gießen (1847) und des Corps Rhenania Bonn (1848). Er heiratete Bertha geb. Huth, eine Tochter des Gussstahlfabrikanten Friedrich Huth (1807–1868). Ab 1867 war Ross als Regierungsrat in Düsseldorf tätig. Am 23. November 1871 wurde er Bürgermeister, am 11. Januar 1873 Oberbürgermeister von Krefeld. Ab 1872 saß er in der „OB-Fraktion“ des Preußischen Herrenhauses. In seiner Amtszeit wurde Krefeld 1873 zum eigenständigen Stadtkreis. Die städtische Wasserversorgung und Kanalisation wurden aufgebaut, der Bau der Eisenbahnverbindung Krefeld-Gladbach-Rheydt abgeschlossen (1877). Roos förderte außerdem das Schul- und Erziehungswesen der Stadt. Er gilt als Stifter des späteren Arndt-Gymnasiums in Krefeld. Am 31. Dezember 1881 legte Roos sein Bürgermeisteramt aus Krankheitsgründen nieder. Im Jahr darauf verstarb er. Sein Ehrengrab mit unter Denkmalschutz stehendem Grabstein befindet sich auf dem Hauptfriedhof (Krefeld). Der Rat Krefelds verlieh ihm die Ehrenbürgerwürde und benannte eine Straße nach ihm.